# 中國綠島科技
中國綠島科技有限公司，簡稱中國綠島科技（英語：China Ludao Technology Company Limited，港交所：2023），在2002年，由虞岳榮（董事長及首席執行官）於浙江台州三门工业园（總部）成立「浙江绿岛科技有限公司」。
業務在中國內地經營研发、生产和销售空气清新剂、家居清洁剂、消杀系列、个人护理。
該股份在2013年10月11日於港交所主板上市，招股價為0.89港元，配售1億股，集資額為8900萬港元。而在上市首天，收盤報0.92港元，較招股價漲幅25%。

## 連結
- ludaocn.com（页面存档备份，存于）